# Don Stroud
Donald Lee "Don" Stroud (Honolulu, 1 de septiembre de 1943) es un actor estadounidense, reconocido por haber participado en más de 100 películas y 175 series de televisión especialmente entre las décadas de 1960 y 1980. Inició su carrera a comienzos de la década de 1960 como doble del actor Troy Donahue y a partir de entonces registró cientos de apariciones en producciones para cine y televisión en su país.
Es conocido por interpretar a Jesse (miembro del grupo The Crickets) en la película The Buddy Holly Story (1978) y al Coronel Heller en la película Licence to Kill (1989), de la serie James Bond 007. Una de sus últimas participaciones en cine se registró en la película de Quentin Tarantino Django Unchained en 2012, interpretando el papel del alguacil Bill Sharp.

## Filmografía destacada

### Cine y televisión
- The Ballad of Josie (1967) - Bratsch
- Banning (1967)
- Games (1967) - Norman
- Madigan (1968) - Hughie
- Journey to Shiloh (1968) - Todo McLean
- What's So Bad About Feeling Good? (1968) - Barney
- Coogan's Bluff (1968) - James Ringerman
- Explosion (1969) - Richie Kovacs
- ...tick...tick...tick... (1970) - Bengy Springer
- Bloody Mama (1970) - Herman Barker
- Angel Unchained (1970) - Angel
- Von Richthofen and Brown (1971) - Roy Brown
- Joe Kidd (1972) - Lamarr
- Slaughter's Big Rip-Off (1973) - Kirk
- Scalawag (1973) - Velvet
- Cannon (1973)
- The Elevator (1974) - Pete Howarth
- Live A Little, Steal A Lot (1975) - Jack Murphy
- Taxi Driver (1976) - Policía
- Death Weekend (1976) - Lep
- The Killer Inside Me (1976) - Elmer
- Hollywood Man (1976) - Barney
- Sudden Death (1977) - Dominic Aldo
- The Choirboys (1977) - Sam Lyles
- The Buddy Holly Story (1978) - Jesse
- Katie: Portrait of a Centerfold (1978) - Sullie Toulours
- Search and Destroy (1979) - Buddy Grant
- The Amityville Horror (1979) - Padre Bolen[4]
- The Night the Lights Went Out in Georgia (1981) - Seth Ames
- Sweet Sixteen (1983) - Billy Franklin
- Matt Houston  (1983) - Cord Cody
- The A-Team (1983) - Deke Watkins
- Hunter (1985) - Sheriff Johnson
- The A-Team (1985) - Walter Tyler
- Armed and Dangerous (1986) - Sargento Rizzo
- Two to Tango (1988) - James Conrad
- Licence to Kill (1989) - Coronel Heller
- Twisted Justice (1990) - Luther Pontelli
- Down the Drain (1990) - Dick Rogers
- Cartel (1990) - Tony King
- Mob Boss (1990) - Legrand
- The King of the Kickboxers (1990) - Anderson
- Quantum Leap (1991) - Entrenador
- Prime Target (1991) - Manny
- The Roller Blade Seven (1991) - Merodeador del desierto
- Return of the Roller Blade Seven (1992) - Conga Man
- The Legend of the Roller Blade Seven (1992) - Demonio kabuki
- Return to Frogtown (1992) - Brandy Stone
- In the Heat of the Night (1993) - Ron Griff
- Renegade (1993) - Kattrain
- The Flesh Merchant (1993) - Delambre
- It's Showtime (1993) - Banger
- Cyber Seeker (1993) - Isaac
- Babylon 5 (1994) - Caliban
- Carnosaur 2 (1995) - Ben Kahane
- The Alien Within (1995) - Louis
- Soldier Boyz (1995) - Gaton
- Babylon 5 (1996) - Boggs
- Precious Find (1996) - Loo Seki
- Little Bigfoot (1997) - McKenzie
- Wild America (1997) - Stango
- Perdita Durango (1997) - Santos
- The Haunted Sea (1997) - Jefe Foster
- Detonator (1998) - Whip O'Leary
- Land of the Free (1998)
- Sutures (2009)
- Django Unchained (2012) - Bill Sharp